# Логин, Вадим
Вадим Логин (латыш. Vadims Logins; 30 декабря 1981, Резекне) — латвийский футболист, защитник и опорный полузащитник, тренер. Выступал за сборную Латвии.

## Биография
Воспитанник резекненского футбола. В 17-летнем возрасте был приглашён в основной состав клуба «Резекне» и сыграл 16 матчей в высшей лиге Латвии, однако его клуб стал безнадёжным аутсайдером чемпионата 1999 года.
В 2000 году перешёл в «Динабург» (Даугавпилс), где провёл бессменно пять лет, в первых двух сезонах играл редко, а с 2002 года стал регулярно выходить на поле. Также в 2002 году игрок забил свой первый гол в высшей лиге и провёл первые матчи в еврокубках — дебютировал 23 июня 2002 года в игре Кубка Интертото против «Заглембе Любин». Все эти годы «Динабург» финишировал на четвёртом месте в чемпионате.
В 2005 году Логин перешёл в «Вентспилс», но не смог закрепиться в команде, сыграв за сезон только 7 матчей. С «Вентспилсом» стал бронзовым призёром чемпионата страны и завоевал Кубок Латвии. В 2006 году вернулся в «Динабург», где продолжил быть основным футболистом, но клуб выступал менее успешно. На сезон 2008 года игрок был отдан в аренду в другой клуб из Даугавпилса — «Даугаву», с которой завоевал свой второй Кубок Латвии.
В сентябре 2009 года впервые перешёл в зарубежный клуб — молдавскую «Дачию» (Кишинёв), но не сыграл ни одного официального матча.
С 2010 года снова играл за даугавпилсскую «Даугаву», провёл в её составе три сезона. В 2011 году стал бронзовым призёром чемпионата Латвии, в 2012 году впервые завоевал чемпионский титул. Однако ещё до окончания чемпионского сезона, в сентябре 2012 года, контракт с Логиным был расторгнут и он уехал в Германию в качестве свободного агента.
Всего в высшей лиге Латвии сыграл 275 матчей и забил 11 голов.
С 2012 года выступал за клубы низших дивизионов Германии. В клубе «Нойруппин» несколько сезонов был играющим тренером, а в 2017 году исполнял обязанности главного тренера. В июле 2024 года назначен главным тренером «Нойруппина».
Выступал за молодёжную сборную Латвии. За национальную сборную сыграл единственный раз 9 февраля 2005 года в товарищеском матче против Австрии, заменив на 84-й минуте Юрия Лайзана.

## Достижения
- Чемпион Латвии: 2012
- Бронзовый призёр чемпионата Латвии: 2005, 2011
- Обладатель Кубка Латвии: 2005, 2008